# Lovaglás a 2008. évi nyári olimpiai játékokon
A pekingi 2008. évi nyári olimpiai játékokon a lovaglás augusztus 9. és 21. között a Hongkongi Sport Intézet és a Sheung Yue folyó találkozásánál lévő helyszínen Hongkongban zajlott. Ez volt a második alkalom, amikor a lovas eseményeknek más NOB tagország volt a házigazdája, mint amelyik a többi játékoknak adott otthont. Azonban 1956-tól eltérően, a lovas események az olimpiai játékok rendes részét képezték, és a többi sportágban zajló versenyekkel egy időben bonyolították le őket.

## Versenyszámok
A következő hat számban rendeztek versenyt, és osztottak érmeket:
- egyéni díjlovaglás
- csapat díjlovaglás
- egyéni díjugratás
- csapat díjugratás
- egyéni lovastusa
- csapat lovastusa

## Minősítések
Minden versenyszámnak van saját minősítő rendszere, de ezek általánosan a FEI minősítő listáin alapulnak.

### A díjlovaglás minősítési rendszere
A csapatversenyszám esetében összesen 10 olimpiai csapat-kvóta volt, továbbá a minősített egyéni versenyzőkből alakult "kompozit" csapatok is indulhattak. Három csapat minősülhetett a 2006. évi FEI Lovas Világbajnokságon, valamint 7 csapat minősülhetett a területi versenyeken (Európa: 3, Amerika: 2, Ázsia: 2). Ezeken felül, ha egy ország három egyéni versenyzője minősítést szerzett, akkor ők az adott ország csapataként indulhattak. Öt csapat minősült ebben a rendszerben.
Az egyéni versenyekre 50 olimpiai helyet határoztak meg a következők szerint. Harminc egyéni helyet a minősült csapatok tagjai kaptak. Továbbá, mind a hét földrajzi területről (melyek: 1. Északnyugat-Európa; 2. Délnyugat-Európa; 3. Közép- és Kelet-Európa, Közép-Ázsia; 4. Észak-Amerika; 5. Közép- és Dél-Amerika; 6. Afrika és Közép-Kelet; 7. Délkelet-Ázsia, Óceánia) a ranglistát vezető lovas és a rendező ország lovasa minősülhetett. Végül a FEI ranglistának a más módon nem minősült 12 legjobb lovasa kapott lehetőséget az olimpiai részvételre. Az esetleges visszalépések miatt, vagy más okból fel nem használt helyeket szintén a FEI ranglista alapján töltötték be.

### A díjugratás minősítési rendszere
Egy ország legfeljebb öt minősült lovast küldhet a csapatbajnokságra, egyéniben pedig kettőt. A díjlovagláshoz hasonlóan, az ötfős csapatok minősülhettek a FEI világbajnokságon (WEG), területi bajnokságon vagy kompozit csapatként. A WEG-en öt olimpiai helyet osztottak ki, a területek szerint nyolc (Amerika: 2, Európa: 2, Ázsia: 4) és két kompozit csapat minősült. Az egyéni versenyekre összesen 73 helyet osztottak ki a következők szerint: 45 a csapattagoknak, 1 a rendező országnak, 7 a területi versenyen minősülteknek és további 22 a FEI ranglista alapján.

## Versenyszámok időbeosztása
Az időpontok hongkongi idő szerint vannak feltüntetve (UTC+8).
| Dátum                          | Kezdete | Vége  | Esemény            | Szakasz                                                        |
| ------------------------------ | ------- | ----- | ------------------ | -------------------------------------------------------------- |
| 2008. augusztus 9., szombat    | 06:30   | 10:30 | Lovastusa Csapat   | Díjlovaglás (1. nap)                                           |
| 2008. augusztus 9., szombat    | 06:30   | 10:30 | Lovastusa Egyéni   | Díjlovaglás (1. nap)                                           |
| 2008. augusztus 9., szombat    | 19:15   | 23:15 | Lovastusa Csapat   | Díjlovaglás (1. nap)                                           |
| 2008. augusztus 9., szombat    | 19:15   | 23:15 | Lovastusa Egyéni   | Díjlovaglás (1. nap)                                           |
| 2008. augusztus 10., vasárnap  | 06:30   | 10:30 | Lovastusa Csapat   | Díjlovaglás (2. nap)                                           |
| 2008. augusztus 10., vasárnap  | 06:30   | 10:30 | Lovastusa Egyéni   | Díjlovaglás (2. nap)                                           |
| 2008. augusztus 11., hétfő     | 08:00   | 11:30 | Lovastusa Csapat   | terepakadályok szakasz (Cross Country), (a Beas folyó mellett) |
| 2008. augusztus 11., hétfő     | 08:00   | 11:30 | Lovastusa Egyéni   | terepakadályok szakasz (Cross Country), (a Beas folyó mellett) |
| 2008. augusztus 12., kedd      | 19:15   | 22:15 | Lovastusa Csapat   | Díjugratás (Döntő)                                             |
| 2008. augusztus 12., kedd      | 19:15   | 22:15 | Lovastusa Egyéni   | Díjugratás (Minősítő)                                          |
| 2008. augusztus 12., kedd      | 22:30   | 23:30 | Lovastusa Egyéni   | Díjugratás (Döntő)                                             |
| 2008. augusztus 13., szerda    | 19:15   | 24:15 | Díjlovaglás Csapat | Nagydíj (Grand Prix) (1. nap)                                  |
| 2008. augusztus 13., szerda    | 19:15   | 24:15 | Díjlovaglás Egyéni | Nagydíj (Grand Prix) első minősítő (1. nap)                    |
| 2008. augusztus 14., csütörtök | 19:15   | 23:45 | Díjlovaglás Egyéni | Nagydíj (Grand Prix) első minősítő (2. nap)                    |
| 2008. augusztus 14., csütörtök | 19:15   | 23:45 | Díjlovaglás Csapat | Nagydíj (Grand Prix) (2. nap)                                  |
| 2008. augusztus 15., péntek    | 19:15   | 23:15 | Díjugratás Egyéni  | első minősítő                                                  |
| 2008. augusztus 16., szombat   | 19:15   | 24:00 | Díjlovaglás Egyéni | Különleges Nagydíj (Grand Prix Special) második minősítő       |
| 2008. augusztus 17., vasárnap  | 19:15   | 23:15 | Díjugratás Csapat  | Döntő 1. kör                                                   |
| 2008. augusztus 17., vasárnap  | 19:15   | 23:15 | Díjugratás Egyéni  | második minősítő                                               |
| 2008. augusztus 18., hétfő     | 19:15   | 22:15 | Díjugratás Csapat  | Döntő 2. kör                                                   |
| 2008. augusztus 18., hétfő     | 19:15   | 22:15 | Díjugratás Egyéni  | harmadik minősítő                                              |
| 2008. augusztus 19., kedd      | 19:15   | 22:15 | Díjlovaglás Egyéni | Nagydíj Kűr (Grand Prix Freestyle)                             |
| 2008. augusztus 21., csütörtök | 19:15   | 21:45 | Díjugratás Egyéni  | Döntő "A" kör                                                  |
| 2008. augusztus 21., csütörtök | 22:00   | 23:00 | Díjugratás Egyéni  | Döntő "B" kör                                                  |

## Éremtáblázat
(A rendező ország csapata és a magyar érmesek eltérő háttérszínnel, az egyes számoszlopok legmagasabb értéke, vagy értékei vastagítással kiemelve.)
| A 2008. évi nyári olimpiai játékok éremtáblázata lovaglásban | A 2008. évi nyári olimpiai játékok éremtáblázata lovaglásban | A 2008. évi nyári olimpiai játékok éremtáblázata lovaglásban | A 2008. évi nyári olimpiai játékok éremtáblázata lovaglásban | A 2008. évi nyári olimpiai játékok éremtáblázata lovaglásban | Olimpia  |
| ------------------------------------------------------------ | ------------------------------------------------------------ | ------------------------------------------------------------ | ------------------------------------------------------------ | ------------------------------------------------------------ | -------- |
|                                                              | Ország                                                       | Arany                                                        | Ezüst                                                        | Bronz                                                        | Összesen |
| 1.                                                           | Németország (GER)                                            | 3                                                            | 1                                                            | 1                                                            | 5        |
| 2.                                                           | Egyesült Államok (USA)                                       | 1                                                            | 1                                                            | 1                                                            | 3        |
| 3.                                                           | Kanada (CAN)                                                 | 1                                                            | 1                                                            | 0                                                            | 2        |
| 3.                                                           | Hollandia (NED)                                              | 1                                                            | 1                                                            | 0                                                            | 2        |
|                                                              |                                                              |                                                              |                                                              |                                                              |          |
| 5.                                                           | Ausztrália (AUS)                                             | 0                                                            | 1                                                            | 0                                                            | 1        |
| 5.                                                           | Svédország (SWE)                                             | 0                                                            | 1                                                            | 0                                                            | 1        |
|                                                              |                                                              |                                                              |                                                              |                                                              |          |
| 7.                                                           | Nagy-Britannia (GBR)                                         | 0                                                            | 0                                                            | 2                                                            | 2        |
| 8.                                                           | Dánia (DEN)                                                  | 0                                                            | 0                                                            | 1                                                            | 1        |
| 8.                                                           | Svájc (SUI)                                                  | 0                                                            | 0                                                            | 1                                                            | 1        |
|                                                              |                                                              |                                                              |                                                              |                                                              |          |
| Összesen                                                     | Összesen                                                     | 6                                                            | 6                                                            | 6                                                            | 18       |

## Érmesek
| A 2008. évi nyári olimpiai játékok érmesei lovaglásban | | | |
| Versenyszám                                            | Arany | Ezüst | Bronz |
| Díjlovaglás egyéni                                     | Anky van Grunsven Salinero · Hollandia (NED) · 78.680                                                                                         | Isabell Werth Satchmo · Németország (GER) · 76.650 | Heike Kemmer Bonaparte · Németország (GER) · 74.455                                                                                            |
| Díjlovaglás csapat                                     | Németország (GER) | Hollandia (NED) | Dánia (DEN) |
| Díjlovaglás csapat                                     | Heike Kemmer Bonaparte Nadine Capellmann Elvis Va Isabell Werth Satchmo 72.916                                                                | Hans Peter Minderhoud Nadine Imke Schellekens-Bartels Sunrise Anky van Grunsven Salinero 71.750                                                           | Anne van Olst Clearwater Princess Nathalie of Sayn-Wittgenstein-Berleburg Digby Andreas Helgstrand Don Schufro 68.875                          |
| Díjugratás egyéni                                      | Eric Lamaze Hickstead · Kanada (CAN) · 38.39 mp                                                                                               | Rolf-Göran Bengtsson Ninja' · Svédország (SWE)' · 38.39 mp                                                                                                | Beezie Madden Authentic · Egyesült Államok (USA) · 35.25 mp                                                                                    |
| Díjugratás csapat                                      | Egyesült Államok (USA) | Kanada (CAN) | Svájc (SUI) · nyári |
| Díjugratás csapat                                      | McLain Ward Sapphire Laura Kraut Cedric Will Simpson Carlsson vom Dach Beezie Madden Authentic 20                                             | Jill Henselwood Special Ed Eric Lamaze Hickstead Ian Millar In Style Mac Cone Ole 20                                                                      | Christina Liebherr No Mercy Pius Schwizer Nobless M Niklaus Schurtenberger Cantus Steve Guerdat Jalisca Solier 30                              |
| Lovastusa egyéni                                       | Hinrich Romeike Marius · Németország (GER) · 54.20                                                                                            | Gina Miles McKinlaigh · Egyesült Államok (USA) · 56.10 | Kristina Cook Miners Frolic · Nagy-Britannia (GBR) · 57.40                                                                                     |
| Lovastusa csapat                                       | Németország (GER) | Ausztrália (AUS) | Nagy-Britannia (GBR) |
| Lovastusa csapat                                       | Peter Thomsen The Ghost of Hamish Frank Ostholt Mr. Medicott Andreas Dibowski Butts Leon Ingrid Klimke Abraxxas Hinrich Romeike Marius 166.10 | Shane Rose All Luck Sonja Johnson Ringwould Jaguar Lucinda Fredericks Headley Britannia Clayton Fredericks Ben Along Time Megan Jones Irish Jester 171.20 | Sharon Hunt Tankers Town Daisy Dick Spring Along William Fox-Pitt Parkmore Ed Kristina Cook Miners Frolic Mary King Call Again Cavalier 185.70 |

## Helyszín
A lovas versenyszámokat a fő játékoktól külön, Hongkongban, a NOB egy másik tagjánál tartották. Ennek az a magyarázata, hogy Hongkongban az angol gyarmatosítás óta kifejlődött hatalmas lóversenyipar miatt szigorú karanténszabályok vannak érvényben, ami valószínűsítette, hogy itt kevesebb lóegészségügyi probléma adódik, mint ha Kína területén lévő városban rendeznék a versenyeket. További érvként szolgált, hogy a Hongkongban már amúgy is meglévő, a lovak elhelyezésére alkalmas létesítmények révén kevesebb építkezésre lesz szükség az olimpia megrendezéséhez.
Két fő lovas helyszín volt: a Hongkongi Sport Intézet (a Sha Tin Versenypálya mellett) és a Beas River Country Club. A Sport Intézet területén voltak a fő lovas események pályái, beleértve egy 80×100 méteres stadiont, amely 18 000 ember számára biztosított akár kedvezőtlen időjárás esetén is álló és ülőhelyet. A Beas River Country Club volt a helyszíne a lovastusa terepakadályok szakaszának, melyet a golfpályán rendeztek meg.

## Időjárás
Hongkong időjárása közismerten forró és nedves, és tájfunok is gyakoriak. Ez 28.4 °C (83.1 °F) középhőmérsékletet és 82% relatív páratartalmat jelent, ami kellemetlenebb, mint az athéni (középhőmérséklet: 27.6 °C (81.6 °F), relatív páratartalom: 48%) vagy mint az atlantai (középhőmérséklet: 26 °C (78 °F), relatív páratartalom: 75%).
Néhány versenyző úgy gondolta, hogy nem lenne méltányos ilyen időjárási viszonyok mellett dolgoztatni a lovukat. A svájci díjlovasnő, Sylvia Ikle volt az egyik ilyen versenyző, így Svájc úgy döntött, hogy nem küld díjlovas csapatot, mert Ikle nélkül kevés esélyt láttak a sikeres szereplésre.
A hőség miatt a repülőtérről légkondicionált teherautókkal szállították a lovakat a hongkongi istállókba. Az istállók is légkondicionáltak voltak, a hőmérsékletük 20 °C (68 °F) volt. A történelemben először biztosítottak az edzések céljára is légkondicionált fedeles lovardát. Permetező ventilátorokat helyeztek el sátrak alatt mindkét helyszínen, hogy a szabadtéren dolgoztatott lovakat hűteni lehessen. Elegendő mennyiségű jeges vizet is biztosítottak. A helyszínen volt állatorvosi klinika is, hogy a lovak vizeletét többször ellenőrizni lehessen a kiszáradás elkerülése érdekében.
A terepakadály szakasz pályáján egy rövidebb alternatív útvonalat is terveztek arra az esetre, ha a hőség és páratartalom ezt indokolná. A díjugratást éjjel kivilágított pályán tartották, hogy elkerüljék a hőséget. A pálya talaját nagy szilárdságú szálak és kvarchomok alkotta, aminek magas a vízelnyelő képessége, így az eső minimális mértékben befolyásolhatta a talaj minőségét a díjlovas és a díjugrató versenyeken.

## Pályák
A díjugrató pályákat (mind a Nagydíj (Grand Prix) mind a lovastusa díjugrató szakasz pályáit) Leopoldo Palacios Venezuelából és Steve Stephens az Amerikai Egyesült Államokból tervezte. Az angliai Michael Etherington-Smith tervezte terepakadály szakasz pályáját.

## Résztvevők
41 ország több mint 200 lova versenyzett.
- Díjlovaglás: 13 darab 3 lovasból álló csapat, és 10 egyéni induló.
- Lovastusa: 5 lovasból álló csapat, melyből a 3 legjobb eredményt veszik figyelembe.

## Fordítás
- Ez a szócikk részben vagy egészben az Equestrian at the 2008 Summer Olympics című angol Wikipédia-szócikk ezen változatának fordításán alapul.  Az eredeti cikk szerkesztőit annak laptörténete sorolja fel. Ez a jelzés csupán a megfogalmazás eredetét és a szerzői jogokat jelzi, nem szolgál a cikkben szereplő információk forrásmegjelöléseként.